# Katarzyna Pełczyńska-Nałęcz
Katarzyna Pełczyńska-Nałęcz (Varsòvia, 26 d'octubre 1970) és una sociòloga, politòloga i diplomàtica polonesa, ambaixadora de Polònia a Rússia entre 2014 i 2016, succeint a Wojciech Zajączkowski en el càrrec. Esdevingué la primera dona ambaixadora de Polònia a Moscou des de l'establiment de relacions russes-poloneses entre el Regne de Polònia i el Gran Ducat de Moscou al segle xvi. Anteriorment, exercí de sots-secretària al Ministeri d'Afers Estrangers polonès.

## Trajectòria
L'any 1994 es graduà en Sociologia a l'Institut de Sociologia de la Universitat de Varsòvia. Després treballà a l'Institut de Filosofia i Sociologia de l'Acadèmia Polonesa de Ciències, en la que l'any 1999 defensà el seu doctorat. Més tard esdevingué sots-directora del Centre d'Estudis Orientals i cap del seu departament rus, treballant-hi entre 1992 i 1995 i, més tard, entre 1999 i 2012. Posteriorment, treballà de sots-secretària estatal al Ministeri d'Afers Exteriors de Polònia entre el gener de 2012 i el juliol de 2014.
En una entrevista a una agència de notícies russa, digué que el retorn de les restes de l'avió presidencial polonès que xocà el 2010 seria «d'importància simbòlica per a Polònia».
Pel que fa a competències lingüístiques, parla anglès i rus. Està casada i té tres fills.